# Puente Keane
El Puente Keane (en bengalí: ক্বীন ব্রীজ) es un notable hito de la ciudad de Sylhet, en el país asiático de Bangladés. Este puente a veces es llamado la puerta de entrada a la ciudad de Sylhet.
Este puente se encuentra sobre el río Surma en el centro de la ciudad de Sylhet a 246 kilómetros al noreste de Daca, capital de Bangladés.
Este puente lleva el nombre de Sir Michael Keane, que era el gobernador británico de Assam 1932-1937.